# Maclaurin-Ellipsoid
Als Maclaurin-Ellipsoid wird in der Geophysik und der Planetologie ein homogenes Ellipsoid bezeichnet, das zur Berechnung theoretischer Planeten- und Erdmodelle dient.
McLaurin-Ellipsoide haben die genaue Form eines Rotationsellipsoids und eine konstante Dichte („homogen“). Jedem dieser möglichen Modelle kann eine Rotationsdauer zugeschrieben werden, bei der es im  hydrostatischen Gleichgewicht ist. Die freie Oberfläche des Ellipsoids stellt damit eine Niveaufläche dar.
Die Physikalische Geodäsie bedient sich der Maclaurin-Ellipsoide zur theoretischen Entwicklung von Gleichgewichtsfiguren. Ein Ellipsoid mit den Abmessungen der Erde, ihrer mittleren Dichte 5,52 g/cm³ und der Umdrehungsdauer von 86.164 Sekunden hätte eine Abplattung von 1:230, wogegen die wirkliche Erdabplattung 1:298,2 beträgt. Daraus wurde schon im 18. Jahrhundert von Colin Maclaurin abgeleitet, dass die Dichte der Erde nach innen stark zunehmen müsse.

## Weitere Gleichgewichtsmodelle
Karl Ledersteger berechnete Mitte des 20. Jahrhunderts verschiedene Modellreihen, um die aus der Mondbahn abzuleitende dynamische Abplattung der Erde zu verifizieren. Dazu näherte er Erdmantel und Erdkern durch zweischalige Modelle unterschiedlicher Dichte an, die sich allerdings in der Abplattung geringfügig unterscheiden mussten – siehe Wiechert-Modell. Diese vom Geophysiker Wiechert erstmals entwickelten Zweischalen-Modelle lassen sich mit den geophysikalischen Daten über Tiefe und Dichte des Erdkerns in guten Zusammenhang bringen.
Noch weitere Annäherung gelingt, wenn statt konstanter Dichte eine nach innen ansteigende Dichtefunktion gewählt wird, d. h. wenn von McLaurin-Ellipsoiden auf einparametrige Gleichgewichtsfiguren übergegangen wird (Dichte als Parameter der Tiefe). Ihre Behandlung ist allerdings mathematisch schwierig und ihre Kombination zu Zwei-Schalen-Modellen noch ungelöst.
Das Gegenmodell dieser annähernd linearen Dichtezunahme ist das Sphäroid der größten Massenkonzentration – eine Modellvorstellung, die in etwa einer Ballonhülle mit einem massiven, punktförmigen Zentrum entspricht. Mit den Dimensionen der Erde hätte es eine Abplattung von etwa 1:400, womit es wesentlich kugelähnlicher wäre als das homogene Ellipsoid. Die Erde liegt somit dem homogenen Ellipsoid – das einem Himmelskörper aus  inkompressibler Flüssigkeit entspräche – deutlich näher als einer Massenkonzentration im Erdmittelpunkt.